# Ristedt (Klötze)
Ristedt è una frazione del comune tedesco di Klötze, nel land della Sassonia-Anhalt.

## Storia
Ristedt costituì un comune autonomo fino al 1º gennaio 2010.